# 库拉利
库拉利（Kurali），是印度旁遮普邦Rupnagar县的一个城镇。总人口23039（2001年）。

## 人口
该地2001年总人口23039人，其中男性12304人，女性10735人；0—6岁人口2748人，其中男1524人，女1224人；识字率72.81%，其中男性为76.16%，女性为68.96%。